# Монти, Эудженио
Эудженио Монти (итал. Eugenio Monti; 23 января 1928, Доббиако, Италия — 1 декабря 2003, Беллуно, Италия) — итальянский бобслеист, двукратный олимпийский чемпион и девятикратный чемпион мира (семикратный в двойках, двукратный в четвёрках). За проявление принципов фейр-плей в 1964 году был удостоен медали Пьера де Куберетена.

## Биография
Родившись в Доббиако, «Летающий Красноголовый» стал лучшим юным итальянским горнолыжником: он выиграл национальные чемпионские титулы в слаломе и гигантском слаломе, а также бронзовую медаль в скоростном спуске. Однако в 1951 году он разорвал связки на обоих коленях и остановил свою горнолыжную карьеру. После этого Монти переключился на бобслей.
В 1954 году он выиграл свой первый чемпионат Италии и в 1957 году — чемпионат мира. В 1956 году на Олимпийских играх в Кортина-д’Ампеццо он завоевал две серебряные медали — в парах и четвёрках. В 1960 году он не смог участвовать в Олимпийских играх, так как по экономическим причинам бобслей на ней не проводился.
В 1964 году в Инсбруке совершил поступок, обретший мировую известность. Его двойка лидировала и у его главных конкурентов британцев Энтони Нэша и Робина Диксона сломался боб. Монти, признававший их достойными соперниками, отдал необходимую деталь со своего боба соперникам, в результате чего они выиграли. Похожий поступок он совершил во время соревнования четвёрок, когда собственноручно отремонтировал снаряд канадцев, которые в результате получили золото. Там же в Инсбруке Монти был знаменосцем сборной Италии. В честь этого его именем был назван один из поворотов трассы в Санкт-Морице.
В 1968 году в Гренобле наконец и двойка и четвёрка Монти получила золото. Однако в двойке Италия показала то же время, что и ФРГ, и первенство отдали Монти с де Паолисом только потому, что на одной трассе они установили рекорд. Монти хотел обратиться к судьям, чтобы и ФРГ присудили золото, так как «нам всего лишь повезло в первом заезде», а справедливость должна быть. Еле-еле коллеги по четвёрке уговорили его оставить медаль себе.
После Олимпийских игр в Гренобле он ушёл из спорта и занялся своей бобслейной трассой в Кортина д’Ампеццо — ухаживал за ней, устраивал соревнования.
Его сын стал наркоманом и вскоре умер. Под конец жизни Монти болел болезнью Паркинсона. Из-за того, что не мог больше быть в спорте и вообще вести активный образ жизни в 2003 году в возрасте 75 лет застрелился.

## Награды
- Июль 2009 — Международная премия «Меценат»